# Gink Judit
Gink Judit (Budapest, 1953. április 10. – Budapest, 2009. december 1.) magyar textilművész.

## Életpályája
Szülei: Gink Károly (1922–2002) fotóművész és Dicső Mária voltak. 1974–1978 között a Magyar Iparművészeti Főiskola hallgatója volt nyomottanyag-tervező szakon. 1978-tól kiállító művész volt. 1978-ban, valamint 1982–1983 között tagja volt a Velemi Textilművészeti Alkotóműhelynek. 1979–1982 között a kisnémedi Aranykalász Mezőgazdasági Termelőszövetkezet grafikusa volt. 1989-ben a Nemzetközi Textilworkshop résztvevője volt. 1993–1995 között a Magyar Nemzeti Múzeum textilrestaurátoraként dolgozott.
Az 1980-as évek elején textilművein festményidézeteket, fotókat vitt fel textilanyagra. Az évtized közepén xerox-, fotó- és installációs munkákkal foglalkozott.
Sírja a Farkasréti temetőben található.

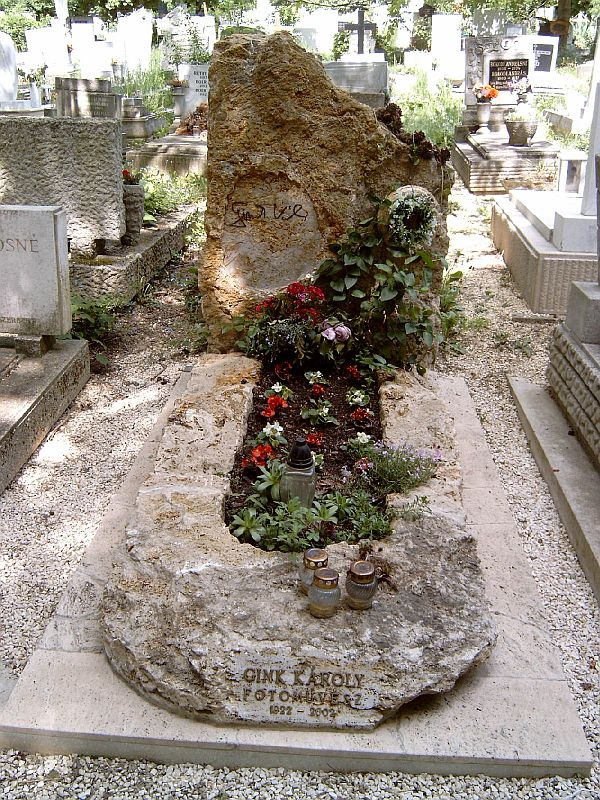
Gink Judit és édesapja, Gink Károly sírja a Farkasréti temetőben (25-2-10)

## Kiállításai

### Egyéni
- 1980 • Analóg textilek, Fiatal Művészek Klubja, Budapest • Kemenesaljai Művelődési Ház, Celldömölk
- 1985 • Dorottya u. Galéria, Budapest (kat.)
- 1992 • Fészek Galéria, Budapest
- 1995 • Művelődési Ház, Zsámbék • Újlipótvárosi Klubgaléria, Budapest
- 1996 • Collegium Hungaricum, Bécs
- 2005 • Fészek Galéria, Budapest.

### Válogatott csoportos
- 1978 • Velemi Textilművészeti Alkotóműhely, Velem
- 1980 • 5. Fal- és Tértextil Biennálé, Savaria Múzeum, Szombathely
- 1979 • Velemi textilek, Neue Galerie am Landesm. Joanneum, Graz • Textil textil nélkül, Fiatal Művészek Klubja, Velemi Alkotóműhely
- 1980 • 6. Fal- és Tértextil Biennálé, Savaria Múzeum, Szombathely • A kéz intelligenciája, Műcsarnok, Budapest • Velemi textilek, Uitz Terem, Dunaújváros • Öten a körben, Fészek Klub, Budapest
- 1981 • Objektek, szituációk és ellenpontok lágy anyagokkal, Műcsarnok, Budapest • Textilkunst ’81, Linz
- 1982 • 7. Fal- és Tértextil Biennálé, Savaria Múzeum, Szombathely • Fotó? – Textil?, Fészek Galéria, Budapest
- 1983 • Helyzet. A 70-es évek művészete a Sárospataki Képtárban, Budapest Galéria Lajos u., Budapest • Miskolci Galéria, Miskolc • Táj/Landscape, Pécsi Galéria
- 1984 • 8. Fal- és Tértextil Biennálé, Szombathelyi Képtár, Szombathely • Az új textil, Szent István Király Múzeum, Székesfehérvár
- 1985 • Művészeti szimpozionok eredményei 3., Műcsarnok, Budapest • Kortárs Magyar Textil, Városi Múzeum, Pozsony, Nemzeti Múzeum, Prága (CSZ) • Olasz-magyar miniatűrtextilek, Palazzo Venezia, Róma • Magyar miniatűrtextilek, 5. Textiltriennálé, Centralne M. Włókiennictwa, Łódż (PL) • 101 tárgy. Objektművészet Magyarországon, Óbuda Galéria, Budapest • Nemzetközi Fotóbiennálé, Piran (YU)
- 1986 • 9. Fal- és Tértextil Biennálé, Savaria Múzeum, Szombathely • A szombathelyi textilbiennálék díjnyertesei, Várszínház Galéria, Budapest
- 1988 • Eleven textil, Műcsarnok, Budapest • Ungerska Pas, G. Enkehuset, Stockholm • Tapisserie Graz, Textileworkshop
- 1990 • Test-ék, Budapest Galéria, Budapest
- 1991 • Zászlók, Fészek Galéria, Budapest • A kis csomag, Iparművészeti Múzeum, Budapest
- 1993 • Médium-textil, Kunsthalle Darmstadt
- 1994 • 13. Magyar Textilbiennálé (Fal- és Tértextil Biennálé), Szombathelyi Képtár, Szombathely
- 1996 • KIPE 13, Újlipótvárosi Klubgaléria, Budapest
- 1999 • Dobozba zárva, Fészek Galéria, Budapest
- 2008 • Nemzeti Táncszínház, Budapest.

## Díjai
- 13. Magyar Textilbiennálé díja (1994)
- Ferenczy Noémi-díj (2005)